# 多马里安
多马里安（法語：Dommarien，法語發音：[dɔmaʁjɛ̃]）是法国上马恩省的一个市镇，属于朗格勒区。

## 地理
多马里安（47°41'15"N, 5°20'49"E）面积17.75 平方千米，位于法国大東部大區上马恩省，该省份为法国东北部内陆省份，北起马恩省和默兹省，西接奥布省，西南接科多尔省，东南接上索恩省，东临孚日省。
与多马里安接壤的市镇（或旧市镇、城区）包括：马村、勒蒙索若奈、维勒居西安勒拉克、沙西尼、舒瓦耶-达尔德奈、库布朗。

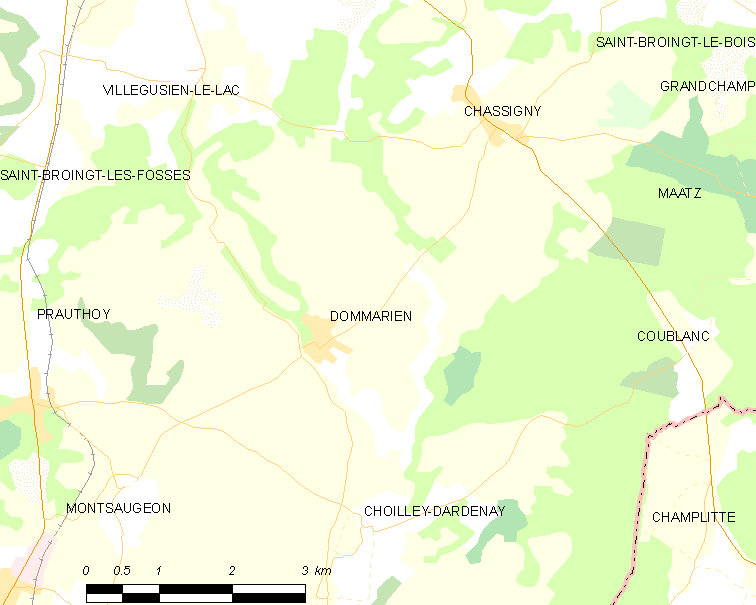
多马里安的OSM定位图

多马里安的时区为UTC+01:00、UTC+02:00（夏令时）。

## 行政
多马里安的邮政编码为52190，INSEE市镇编码为52170。

## 政治
多马里安所属的省级选区为维勒居西安勒拉克县。

## 人口

1962-2008年间多马里安人口变化图示

多马里安于2022年1月1日时的人口数量为176人。